# روبن ياكوبسون (لاعب هوكي جليد)
روبن ياكوبسون (بالسويدية: Robin Jacobsson)‏ هو لاعب هوكي جليد سويدي، ولد في 10 أغسطس 1986 في ستوكهولم في السويد.

## وصلات خارجية
- روبن جاكوبسون على موقع EliteProspects.com (الإنجليزية)
- روبن جاكوبسون على موقع HockeyDB.com (الإنجليزية)